# Estola flavescens
Estola flavescens är en skalbaggsart som beskrevs av Stefan von Breuning 1940. Estola flavescens ingår i släktet Estola och familjen långhorningar. Inga underarter finns listade i Catalogue of Life.